# Urea (minerál)
Urea (Bridge, 1973), chemický vzorec CO(NH2)2, systematický název karbonyldiamid, je čtverečný minerál. Látka totožného chemického složení je v organické chemii a biologii známá pod názvem močovina. 

Název je zároveň triviálním názvem sloučeniny.

## Původ
Vzniká z netopýřího guana a moči, stabilní jen ve velmi suchém prostředí.

## Morfologie
Protáhlé pyramidální krystaly až 3 mm dlouhé, masivní shluky, krusty a krystalické stalagmity.

## Vlastnosti
- Fyzikální vlastnosti: Hustota 1,33 g/cm³, tvrdost, štěpnost ani lom nejsou stanoveny.
- Optické vlastnosti: Barva: bezbarvý, světle žlutá, světle hnědá. Průhlednost: průsvitný, vryp bílý se žlutým nádechem. Lesk nestanoven.
- Chemické vlastnosti: Složení: H 6,71 %, C 20,00 %, N 46,65 %, O 26,64 %. Rozpouští se ve vodě.

## Parageneze
- afthitalit, weddellit, fosfamit

## Využití
Praktické využití nemá.

## Naleziště
Výskyt vzácný, známý jen ze dvou míst
- Austrálie – Lake Rason
- Saúdská Arábie – Hibashi Cave